# 大浦政弘
大浦 政弘（おおうら まさひろ、1932年3月7日 - 1996年4月25日）は、日本の経営者、理学博士。堀場製作所社長を務めた。宮崎県出身。

## 経歴
1953年に京都大学理学部を経て、1955年に京都大学大学院理学研究科修士課程を修了し、同年に堀場製作所に入社。
1968年1月に取締役に就任し、1974年5月に常務を経て、1978年1月には社長に就任。1992年1月に副会長に就任。日本環境技術協会会長を務めた。
1987年4月に藍綬褒章を受章。
1996年4月25日胃癌のために死去。64歳没。